# Bergamot
Bergamot (Citrus ×bergamia, syn. Citrus ×limon) je aromatické ovoce velikosti pomeranče, barvou podobné citronu. Genetickým výzkumem dochovaných citrusových kultivarů bylo zjištěno, že bergamot je pravděpodobně křížencem taxonů Citrus limetta (limetka), Citrus ×aurantium a možná též cedrátu (Citrus medica). Ovoce je plodem (hesperidium) malého stálezeleného stromu dorůstajícího do výšky 4 m, nepravidelného tvaru. Květy jsou čistě bílé a otevírají se v časném jaře. Nevyužívá se pro přímou konzumaci, ale především pro vysoký obsah aromatických éterických olejů.
80 % světové produkce se pěstuje v jižní Kalábrii v Itálii. Bergamot je dále pěstován v jižní Francii a v Pobřeží slonoviny pro bergamotový olej a v Antalyi v Turecku na marmeládu. Bergamotová silice se podílí na chuti a vůni různých černých čajů, nejčastěji čaje Earl Grey.

## Etymologie
Existuje více teorií původu jména bergamot. Podle jedné vychází z italského slova bergamotta, které je odvozeno od názvu italského města Bergamo.
Podle jiné teorie je tento název odvozen z tureckého slova beg-armudi, což znamená princova hruška či kníže hrušek, pravděpodobně pro mírně hruškovitý tvar plodu.